# Рилач Валерій Олександрович
Валерій Олександрович Рилач (13 листопада 1950) — український дипломат. Надзвичайний і Повноважний Посол України.

## Біографія
Народився 13 листопада 1950 року в селі Юрківка Уманського району на Черкащині. 
У 1977 закінчив філософський факультет Київського державного університету ім. Т. Г. Шевченка, Дипломатичну академію МЗС СРСР (1990). Кандидат філософських наук.
З 1977 по 1981 — заступник секретаря парткому, аспірант, викладач КДУ ім. Т. Г. Шевченка.
З 1981 по 1985 — інструктор відділу науки і навчальних закладів Київського міському Компартії України.
З 1985 по 1987 — інструктор відділу науки і навчальних закладів ЦК Компартії України.
З 1987 по 1990 — слухач Дипломатичної академії МЗС СРСР.
З 1990 по 1992 — 1-й секретар посольства СРСР у Малі.
З 1992 по 1993 — доцент кафедри міжнародних організацій і дипломатичної служби Інституту міжнародних відносин КНУ ім. Т. Г. Шевченка.
З 1993 по 1998 — 1-й секретар, радник Посольства України у Франції.
З 1998 по 2000 — в.о. заступника начальника Першого територіального Управління, завідувач відділу Росії МЗС України.
З 2000 по 2001 — радник-посланник Посольства України в Росії.
З 2001 по 2002 — радник Посольства України в Ліванській Республіці.
З 18.02.2002 по 26.07.2005 — Надзвичайний та Повноважний Посол України в Ліванській Республіці.
З 2005 по 2007 — Директор третього територіального департаменту МЗС України.
З 13.09.2007 по 05.07.2013 — Надзвичайний та Повноважний Посол України в Тунісі.

## Нагороди та відзнаки
- Медаль «В память 1500-летия Киева»,
- Відзнака Міністерства освіти України «Відмінник освіти»,
- Національний орден Кедра Вищого Ступеня (Ліван);
- Медаль Генерального секретаря ООН «На службі миру»;
- Почесна Грамота Верховної Ради України;
- Почесна Відзнака МЗС України.